# Богдан Кесяков
Богдан Душков Кесяков е български дипломат и юрист.

## Биография
Роден е на 5 януари 1886 г. в София. Завършва право в Берлинския университет. Работи като дипломатически служител в българските легации в Париж и Белград, както и в Министерство на външните работи (1918 – 1945). Автор е на четиритомна дипломатическа история на България (изд. Том 1 – 1925, Том 2 – 1926, Том 3 – 1926, Том 4 – 1936). Умира на 8 август 1966 г. в София.